# Fabián Caballero
Fabián Orlando Caballero (Posadas, 31 de enero de 1978-Asunción, 27 de septiembre de 2024) fue un futbolista paraguayo de origen argentino.

## Carrera deportiva
Caballero se desempeñaba como delantero e hizo todas las divisiones inferiores en Cerro Porteño. A lo largo de su carrera, pasó por varios clubes, comenzando en Guaraní Antonio Franco en Argentina (1995) y luego en Estudiantes de La Plata (1996). Posteriormente, jugó en el Club Atlético Tembetary de Paraguay (1997) y se destacó en el club que lo vio crecer: Cerro Porteño (1998-1999), donde después fue transferido al Arsenal Football Club de la Premier League de Inglaterra (1998-1999), siendo una de las transferencias más importantes en la historia del fútbol paraguayo.
Tras su breve paso por el Arsenal, continuó en Sol de América de Paraguay (1999-2000), Dundee Football Club en Escocia (2000-2005), Olimpia de Paraguay (2005), Tacuary (2006), Daejeon Citizen de Corea del Sur (2007), Alki de Chipre (2007), Provincial Osorno de Chile (2008), Panachaiki Patras de Grecia (2009), Nacional de Paraguay (2010), Municipal de Guatemala (2011), Tacuary nuevamente (2012), Sportivo Ameliano (2013-2014) y finalmente en Deportivo Recoleta (2014), donde culminó su carrera.

### Arsenal Football Club
Caballero fue el primer futbolista en llegar a la Premier League de Inglaterra desde Paraguay al ser transferido de Cerro Porteño al Arsenal Football Club en 1998, lo que marcó un hito en su carrera y en la historia del fútbol paraguayo. 
El 11 de noviembre de 1998, ingresó en el segundo tiempo durante la derrota del Arsenal por 5-0 ante el Chelsea FC, en los octavos de final de la FA Cup 1998-99. El 29 de noviembre de ese año, entró al campo en la segunda mitad del empate 1-1 frente al Middlesbrough FC, correspondiente a la Premier League 1998-99.
El 4 de enero de 1999, tuvo minutos en la segunda parte del partido en el que los gunners se impusieron al Preston North End en la FA Cup.
Durante su etapa en el Arsenal de Inglaterra, Caballero participó en tres encuentros: uno en la Premier League, otro en la FA Cup y uno más en la Copa de la Liga. Estuvo bajo la dirección del técnico francés Arsène Wenger y compartió equipo con Patrick Vieira, Nicolas Anelka, Dennis Bergkamp, David Seaman, Emmanuel Petit, Marc Overmars y Ashley Cole, entre otros.

## Fallecimiento
Fabián "Tyson" Caballero falleció en Asunción el viernes 27 de septiembre de 2024 a la edad de 46 años. Sufrió un infarto mientras jugaba futsal, y, a pesar de ser trasladado a un centro asistencial, se confirmó su deceso al llegar. Según reportes, estaba disputando un encuentro de futsal en el Club General Genes del barrio Villa Morra cuando sufrió el infarto. Fue derivado de urgencia al Hospital Bautista, donde se confirmó su fallecimiento.

## Clubes
| Club                    | País          | Año       | Partidos | Goles' |
| ----------------------- | ------------- | --------- | -------- | ------ |
| Guaraní Antonio Franco  | Argentina     | 1995      |          |        |
| Estudiantes de La Plata | Argentina     | 1996      |          |        |
| Tembetary               | Paraguay      | 1997      |          |        |
| Cerro Porteño           | Paraguay      | 1998-1999 |          |        |
| Arsenal                 | Inglaterra    | 1998-1999 | 3        | 0      |
| Sol de América          | Paraguay      | 1999-2000 |          | 13     |
| Dundee                  | Escocia       | 2000-2005 | 130      | 22     |
| Olimpia                 | Paraguay      | 2005      |          |        |
| Tacuary                 | Paraguay      | 2006      |          |        |
| Daejeon Citizen         | Corea del Sur | 2007      | 6        | 0      |
| Alki                    | Chipre        | 2007      |          |        |
| Provincial Osorno       | Chile         | 2008      | 20       | 2      |
| Panachaiki Patras       | Grecia        | 2009      | 2        | 1      |
| Nacional                | Paraguay      | 2010      | 30       | 4      |
| Municipal               | Guatemala     | 2011      | 12       | 2      |
| Tacuary                 | Paraguay      | 2012      | 4        | 0      |
| Sportivo Ameliano       | Paraguay      | 2013-2014 |          |        |
| Deportivo Recoleta      | Paraguay      | 2014      |          |        |
| Total en su carrera     |               |           |          |        |